# Bérenx
Bérenx es una comuna francesa de la región de Aquitania en el departamento de Pirineos Atlánticos.
El topónimo Bérenx fue mencionado por primera vez en los años 1461 y 1548 como Berenxs y Verencxs, respectivamente.

## Demografía
| 713 | 791 | 908 | 848 | 941 | 904 | 890 | 864 | 810 | 741 | 719 | 693 | 711 | 722 | 734 | 681 | 701 | 697 | 676 | 652 | 589 | 570 | 514 | 506 | 476 | 451 | 479 | 461 | 444 | 471 | 496 | 475 | 480 |
| Para los censos de 1962 a 1999 la población legal corresponde a la población sin duplicidades (Fuente: INSEE [Consultar]) |     |     |     |     |     |     |     |     |     |     |     |     |     |     |     |     |     |     |     |     |     |     |     |     |     |     |     |     |     |     |     |     |